# Caffrogobius gilchristi
Caffrogobius gilchristi är en fiskart som först beskrevs av Boulenger, 1898.  Caffrogobius gilchristi ingår i släktet Caffrogobius och familjen smörbultsfiskar. Inga underarter finns listade.